# أقنوم الأراخنة
أقنوم الأراخنة, ويُعرف أيضًا بـ حقيقة الحكّام أو طبيعة الحكّام، هو نص غنوصي لم تبق منه سوى مخطوطة مكتوبة باللغة القبطية، وهي الرسالة الرابعة ضمن المجلد الثاني في مخطوطات نجع حمادي. يتشابه هذا النص في بعض جوانبه مع رسالة حول أصل العالم [الإنجليزية] التي تليها مباشرة في هذا المجلد. ويُعد النص القبطي ترجمة لأصل كان مكتوبًا باللغة اليونانية على الأرجح كُتب في مصر في القرن الثالث الميلادي. يبدأ النص بالتفسير الديني للأصحاحات 1-6 من سفر التكوين، ويختم بتوضيح طبيعة سلطات العالم الشريرة. اشتمل النص على توضيح لمعتقدات غنوصية مسيحية حول الأصل اليهودي للقصة، ويعتقد مترجم النص بنتلي لايتون أن المحتوى مُعادٍ لليهودية.